# Alto (Automarke)

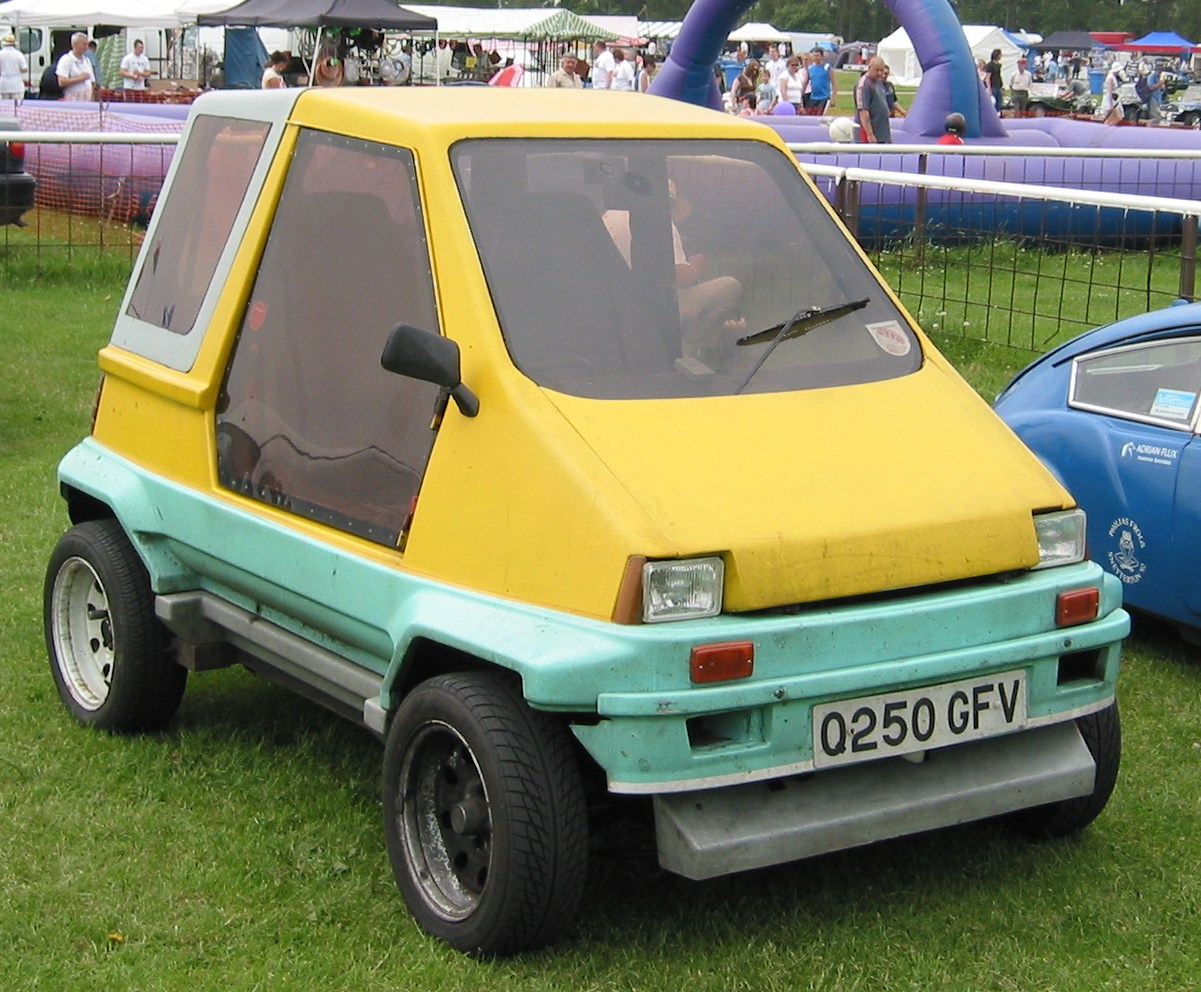
Alto Duo

Alto war eine britische Automarke.

## Markengeschichte
David Gornall gründete 1985 das Unternehmen Alto Component Cars in Preston in der Grafschaft Lancashire. Er begann mit der Produktion von Automobilen und Kits. Der Markenname lautete Alto. Alexander Graham Pipe von Automotive Concepts aus Portsmouth übernahm 1987 die Produktion des ersten Modells. Darauf folgten von 1995 bis 1996 Rhino Engineering aus Newburgh unter Leitung von Antoni Dennis Konrad Offert und Barbara Chambers und von 1996 bis 1998 Duo Cars aus der Grafschaft Lancashire unter Leitung von Anthony Offord. 1998 endete die Produktion. Insgesamt entstanden etwa 24 Exemplare.

## Fahrzeuge
Das erste Modell Duo war ein Kleinstwagen. Auf einen Spaceframen-Rahmen mit einem Hilfsrahmen vom Mini wurde eine Karosserie aus Fiberglas montiert. Das Fahrzeug mit zwei Türen und großer Heckklappe bot Platz für zwei Personen. Zwischen 1987 und 1988 war auch eine Version mit einem Elektromotor erhältlich. Zwischen 1985 und 1998 entstanden etwa zwölf Exemplare.
Das zweite Modell Boxer stand von 1994 bis 1997 im Angebot und wurde ausschließlich von Alto Component Cars gefertigt. Dies war eine optisch eigenständige Cabriolimousine auf Mini-Basis mit dem Vierzylindermotor vom Mini. Hiervon entstanden etwa zwölf Exemplare.